# Trypetoptera canadensis
Trypetoptera canadensis är en tvåvingeart som först beskrevs av Macquart 1843.  Trypetoptera canadensis ingår i släktet Trypetoptera och familjen kärrflugor. Inga underarter finns listade i Catalogue of Life.